# AIM-132 ASRAAM
Advanced Short Range Air-to-Air Missile (ASRAAM) je střela vzduch-vzduch krátkého dosahu s infračerveným (tepelným) naváděním. Její americké označení je AIM-132. Výrobcem střely je evropská společnost MBDA UK. Ve výzbroji Britského královského námořnicvta (RAF) nahradila americkou střelu AIM-9 Sidewinder. Střela se vyznačuje vysokou manévrovatelností – zvládá přetížení až do 50 g.
Některé komponenty se střelou ASRAAM sdílí i rodina modulárních nadzvukových protiletadlových raketových kompletů krátkého a středního dosahu MBDA CAMM.

## Historie

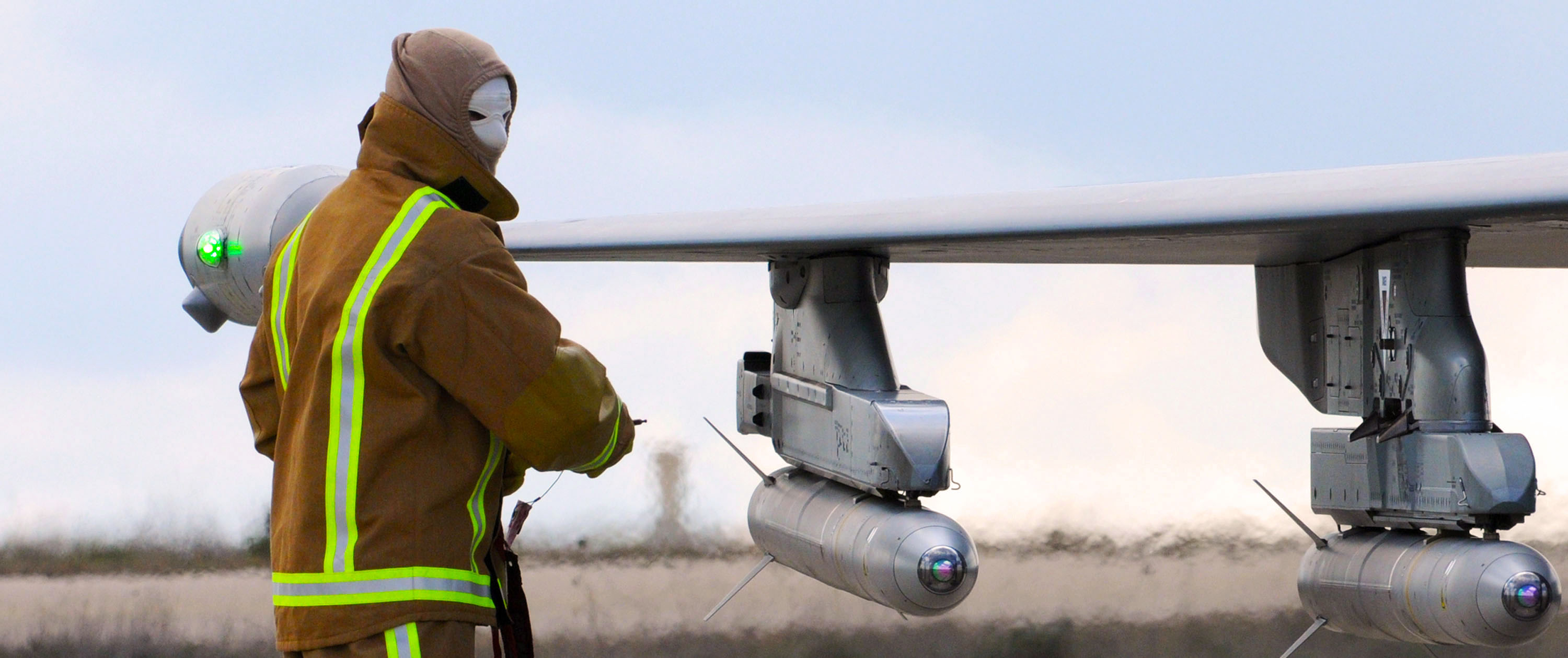
Střely ASRAAM podvěšené na stíhacím letounu Typhoon

Projekt začal jako britsko-německá spolupráce v osmdesátých letech 20. století. Byl součástí širší dohody, na jejímž základě USA vyvíjely AIM-120 AMRAAM se středním doletem, zatímco ASRAAM měl nahradit AIM-9 Sidewinder. Německo program opustilo po sjednocení s Východním Německem, kdy měli možnost prozkoumat ruskou raketu Vympel R-73. Ta se ukázala být mnohem nebezpečnější střelou krátkého dosahu, než se dosud předpokládalo. Byla schopna překonat všechny tehdejší západní rakety krátkého dosahu s tepelným naváděním. Němci se tedy rozhodli, že raketa s mnohem větší manévrovatelností bude důležitější než dostřel, což vyústilo ve vývoj rakety IRIS-T. Britové tedy postupovali dál na vlastní pěst a střela ASRAAM byla zařazena do služby RAF v roce 1998.

## Raven

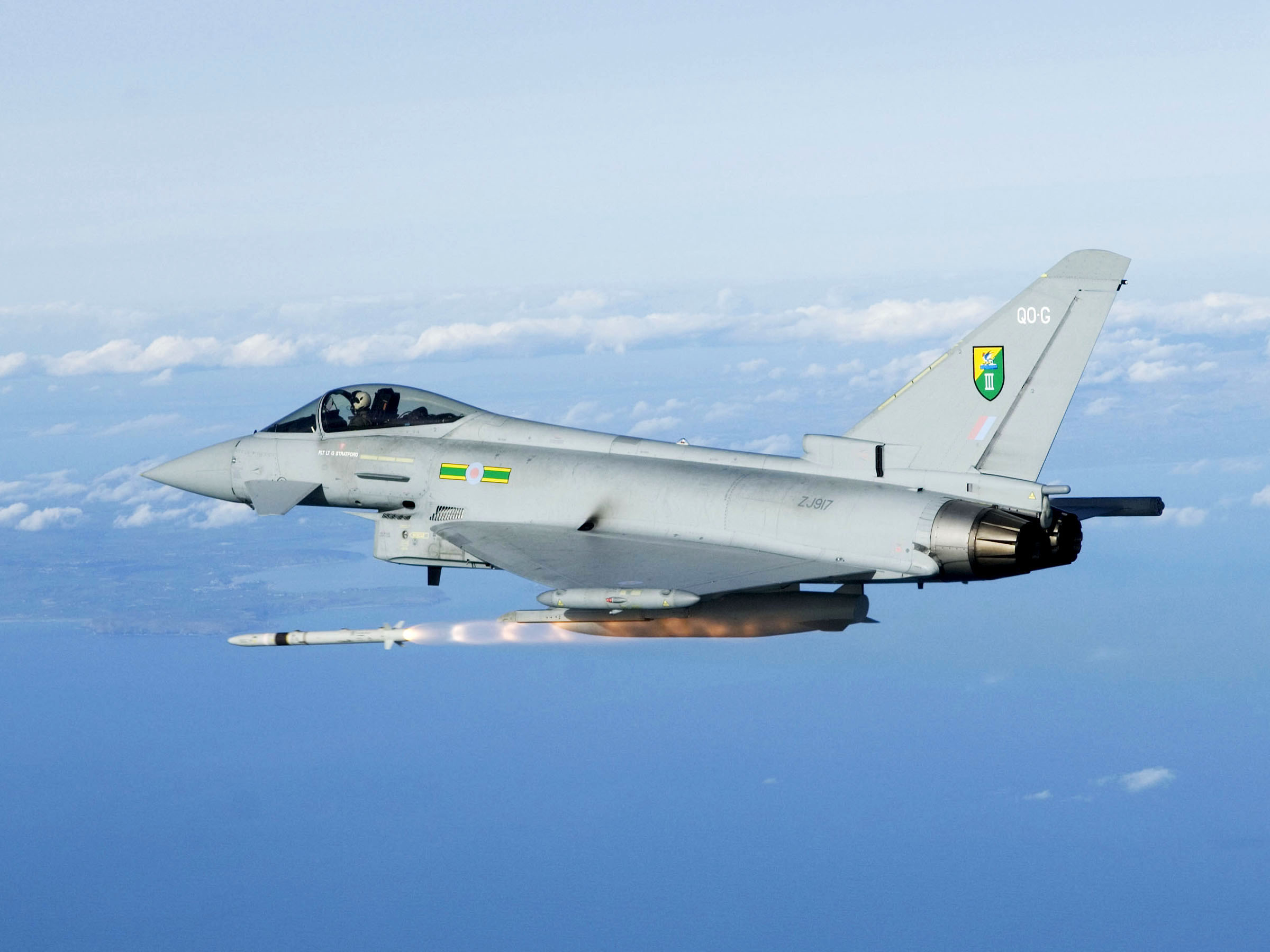
Eurofighter Typhoon 3. peruti britské RAF odpalující ASRAAM

Ve Spojeném králvoství bylo vyvinuto pozemní odpalovací zařízení Raven vyzbrojené střelami ASRAAM. Země tak reagovala na poptávku po systémech protivzdušné obrany ze strany Ukrajiny, bránící se ruské invazi. Na vývoji se podílely společnosti MBDA a Supacat. Využívá platformu Supacat HMT 600. Na korbě za kabinou je umístěna senzorová jednotka na výsuvném stožáru, pravděpodobně Chess Dynamics Hawkeye s optoelektronickými senzory. V zadní části korby je odpalovací zařízení s dvojicí původně leteckých zbraňových pylonů, na kterých jsou dvě střely ASRAAM. Při vypuštění z Ravenu mají dosah 25 km. Mezi výhody systému patří relativní dostupnost a nízká cena střely.

## Uživatelé

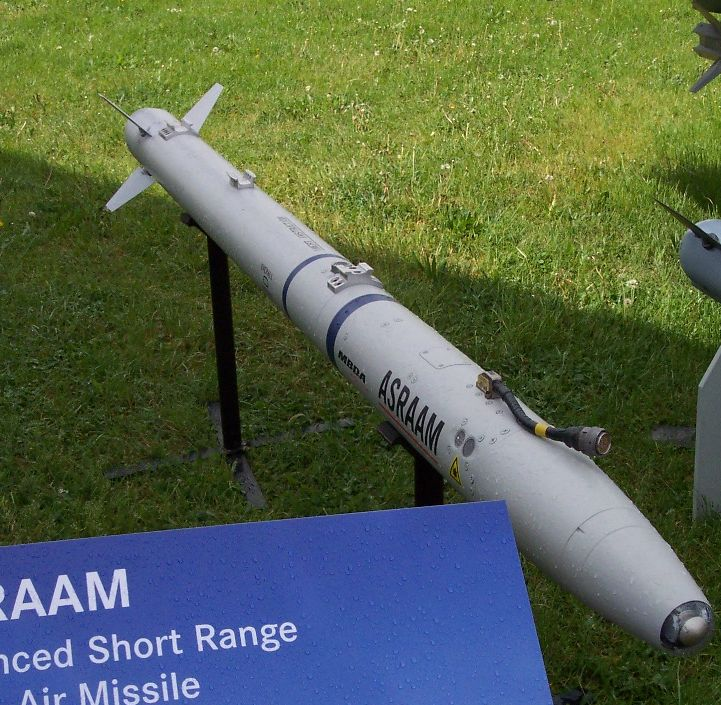
ASRAAM na výstavě ILA 2006

Austrálie
Royal Australian Air Force: 20. srpna 2004 zavedla Austrálie rakety ASRAAM do výzbroje. Raketami byly vybaveny čtyři letky stíhaček F/A-18. Informace o počtu zakoupených raket je důvěrná.
 Indie
Indické letectvo: V červenci 2014 podepsala Indie s MBDA smlouvu o nákupu 384 raket ASRAAM v hodnotě 428 mil. USD. Rakety mají nahradit střely R.550 Magic nesené útočnými stíhačkami SEPECAT Jaguar.
 Spojené království
Royal Air Force
 Ukrajina
Ozbrojené síly Ukrajiny: Dodány v rámci pomoci proti ruské invazi, používány z pozemních odpalovacích zařízení Raven. Do května 2025 bylo Ukrajině dodáno prvních osm systémů Raven a přibližně 400 střel ASRAAM, většinou blízko konce jejich životnosti. Raven má přibližně 70% úspěšnost.

## Specifikace
- Max. rychlost:> Mach 3
- Celková hmotnost: 88 kg
- Hmotnost hlavice: 10 kg
- Průměr: 166 mm
- Délka: 2,9 m
- Dolet: 300 m – 50 km
- Nosič:
  - Eurofighter Typhoon
  - Panavia Tornado ADV
  - McDonnell Douglas F / A-18 Hornet